# Черкасов, Николай Иванович (Герой Советского Союза)
Никола́й Ива́нович Черка́сов (1923, деревня Ивановское, Тверская губерния — 1944, м. Карачуны, Литовская ССР) — участник Великой Отечественной войны, Герой Советского Союза (1945 год, посмертно).

## Биография
Родился в 1923 году в деревне Ивановское ныне Зубцовского района Тверской области. Отец — Черкасов Иван Петрович, мать — Александра Черкасова (Туманова). Окончил на родине школу-семилетку. Работал токарем на Погорело-Городищенском льнозаводе Калининской области.
С приближением фронта, осенью 1941 года, добровольно вступил в партизанский отряд. После тяжёлого ранения попал в госпиталь. Затем, после выздоровления, Hиколай Черкасов учился в военном училище, откуда вышел младшим лейтенантом. С февраля 1942 года — в действующей армии. Младший лейтенант, командир взвода управления 2-й батареи 246-го миномётного полка 25-й бригады 21-й Духовщинской артиллерийской дивизии. Трижды ранен. Член ВКП(б) с 1943 года.
23 июля 1944 года близ деревни Михайлово на подступах к городу Двинску младший лейтенант Н. И. Черкасов был тяжело ранен в живот. Его доставили в 215-й отдельный медико-санитарный батальон, располагавшийся в местечке Карачуны (Karachuny, ныне Зарасайского района Утенского уезда Литвы), где он в тот же день скончался.
Похоронен в местечке Смальвос Зарасайского района Литвы.

## Награды
- Указом Президиума Верховного Совета СССР от 24 марта 1945 года за образцовое выполнение боевых заданий командования и проявленные при этом геройство и мужество младшему лейтенанту Черкасову Николаю Ивановичу присвоено звание Героя Советского Союза с вручением ордена Ленина и медали «Золотая Звезда» (№ 7570).
- Награждён орденами Красного Знамени, Красной Звезды, медалями.

## В воспоминаниях современников
На подступах к Даугавпилсу пал смертью героя младший лейтенант Николай Черкасов, командир взвода 21-й артиллерийской дивизии. Продвигаясь в боевых порядках стрелковых частей он корректировал огонь своей батареи. Фашисты прочесывали огнём каждый метр. Осколок мины попал Черкасову в живот, и он на миг потерял сознание. Очнувшись, офицер стянул гимнастёркой сквозную рану и, превозмогая адскую боль, продолжал корректировать огонь до последнего вздоха. Сообщая об этом подвиге, генерал И. М. Чистяков просил меня представить артиллериста к званию Героя Советского Союза.

Вся короткая жизнь этого юноши была подвигом. Николай Черкасов погиб в 21 год. Уже с первых дней войны он сражался с фашистскими захватчиками в составе партизанского отряда. О его храбрости ходили легенды. Дважды Николай был схвачен фашистами и оба раза уходил из-под расстрела. Я, конечно, поддержал просьбу командарма, и Николаю Ивановичу Черкасову было посмертно присвоено звание Героя Советского Союза.— Герой Советского Союза Маршал Советского Союза Баграмян И. Х. Так шли мы к победе. — М.: Воениздат, 1977. — С. 371.

## Память
- На родине Героя его именем названа школа.
- В Погорелом Городище, где он работал и откуда ушёл в партизаны, одна из улиц носит имя Черкасова.